# Hippolyte Mireur

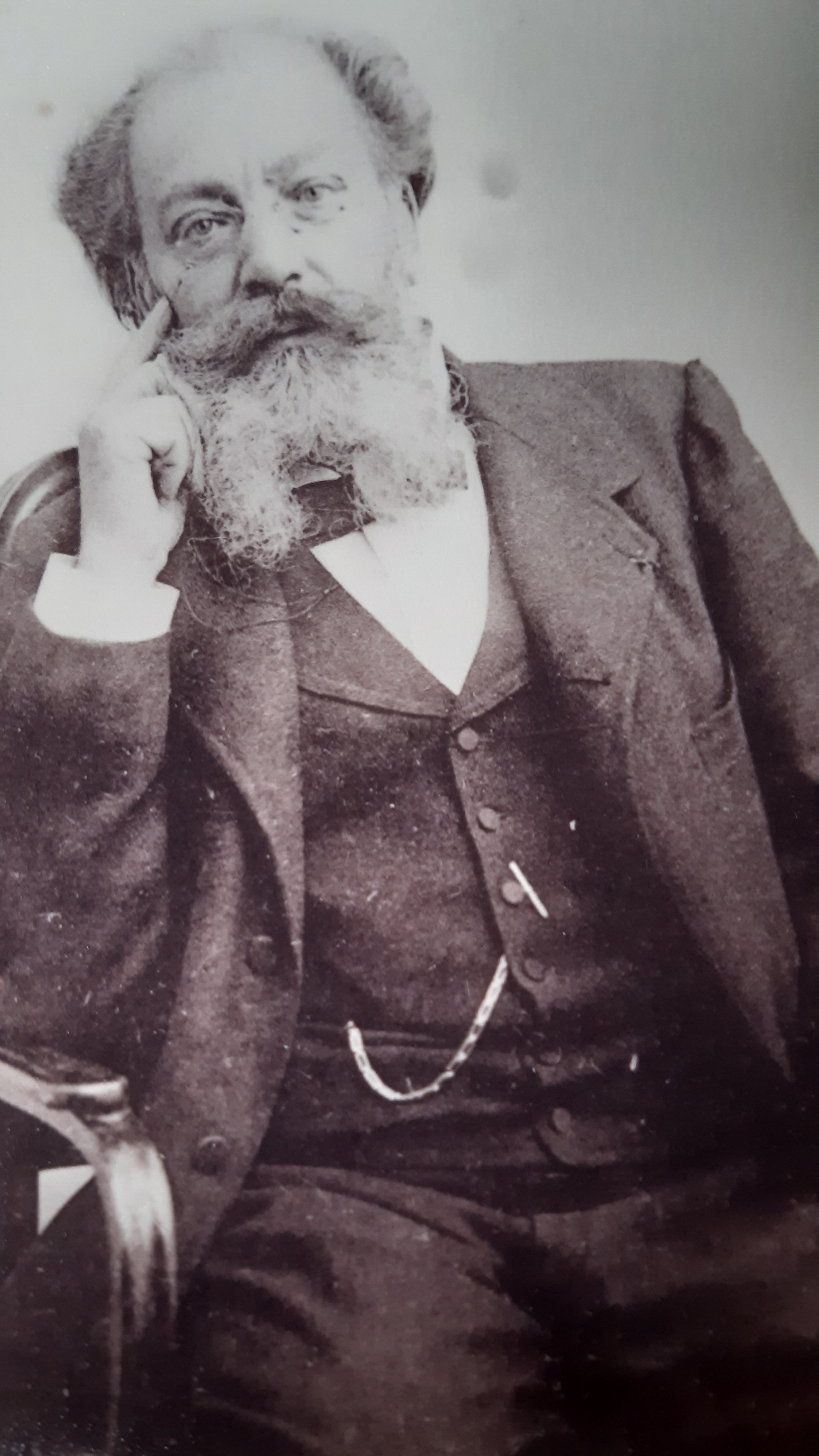
Hippolyte Mireur

Hippolyte Mireur (geboren am 16. März 1841 in Fayence (Provence); gestorben am 13. Februar 1914 in Marseille) war ein Kunsthistoriker und Sammler, ein Arzt sowie eine öffentliche Persönlichkeit, die sich aktiv in der Gesundheitspolitik engagierte.

## Kunsthistoriker und Sammler
Mit seinem zwischen 1903 und 1911 veröffentlichten Werk "Wörterbuch der Kunstverkaufs in Frankreich und in Europa ab 1700 bis 1900" (Dictionnaire des ventes d’art en France et en Europe entre 1700 et 1900) legte Hippolyte Mireur eine bahnbrechende Arbeit vor, die die Geschichte des Kunstmarktes maßgeblich mitgestaltete. Dieses fast 4000 Seiten umfassende Werk – unter Experten einfach „der Mireur“ genannt – gilt als Vorläufer heutiger Register für Kunstverkäufe. Es liefert eine unschätzbare Datenfülle zu den Preisen eines breiten Spektrums an Kunstwerken, darunter Zeichnungen, Stiche, Aquarelle, Miniaturen, Pastelle, Gouachen, Kohlezeichnungen usw., sowie deren wechselnde Besitzer.
Da das Werk Transaktionen über zwei Jahrhunderte hinweg nachverfolgt – inklusive Zeit und Ort jedes Kaufs/Verkaufs sowie des Namens des Verkäufers – stellt Mireurs Dictionnaire eine einzigartige Referenz sowohl für Kunstfachleute als auch Historiker dar. Es ermöglicht die Rekonstruktion der Geschichte von Gemälden von über 30.000 Künstlern, basierend auf 3000 dokumentierten Kunstverkäufen, annotierten Katalogen und Preisen von rund 150.000 Kunstwerken.
Mit seinem Umfang und der Fülle an beschreibenden Details – etwa den Maßen eines Gemäldes oder dem Erhaltungszustand eines Stiches – vermittelt das Werk auch präzises Wissen über die Frühzeit des aufkommenden Kunstmarktes in Europa, einschließlich damaliger Trends und Vorlieben von Sammlern, wie der Autor in seiner Einleitung darlegt. Das Dictionnaire gilt als einzigartiges Forschungsinstrument und kritische Quelle zur Herkunftsnachverfolgung von Kunstwerken, darunter auch Werke weltberühmter Künstler „zu einer Zeit, als deren Werke noch nicht den heutigen Prestigewert auf dem Markt hatten.“ So listet Mireurs Werk erstaunliche 120 Transaktionen von Gemälden Leonardo da Vincis auf – sowie zahlreiche von Künstlern, die später zu den renommiertesten der Welt gehören sollten, wie etwa Camille Pissarro.
Auch wenn unklar ist, wie viele Exemplare der ursprünglichen Druckausgabe von 1911 erschienen sind, übernahm im Jahr 2000 das Online-Kunstmarktunternehmen Artprice die Urheberrechte und veröffentlichte den Mireur neu. Das Unternehmen feierte das Werk als „das fehlende Glied in der Geschichte des Kunstmarkts zwischen dem 18. und 19. Jahrhundert und unserem 21.“
Um dieses außergewöhnlich ambitionierte Projekt zu realisieren, verkaufte Hippolyte Mireur 1900 seine eigene Gemäldesammlung im Auktionshaus Hôtel Drouot in Paris. Der Erlös von 108.000 Francs finanzierte ein kleines Forscherteam, das über zehn Jahre hinweg die sieben Bände zusammenstellte. Mireurs Sammlung umfasste zeitgenössische, hauptsächlich französische Künstler. Er begann sein gigantisches Werk zu einer Zeit, als sich die internationale Vormachtstellung französischer Künstler und des französischen Kunstmarktes abzeichnete – was sich in seiner Sammlung widerspiegelte. Während sie einige Werke bekannter Namen wie Greuze oder Sisley enthielt, bestand sie überwiegend aus Werken (nahezu 100) von Adolphe Monticelli, einem eher unbekannten Maler aus Marseille, den Mireur aktiv unterstützte. Dieser erlangte später nationale Anerkennung und war – aus heutiger Sicht besonders bedeutend – eine Inspirationsquelle für Vincent van Gogh.
Van Gogh erkannte in Monticellis Werk eine Fortsetzung der Herangehensweise Delacroix’ an das Licht Südfrankreichs (Midi). Monticellis Ausdruckskraft und leuchtende Farben waren es, die Van Gogh dazu bewogen, selbst in die Provence zu ziehen – ein Licht einzufangen, das viele große Maler des 19. und 20. Jahrhunderts – von Monet bis Picasso, von Marquet bis Staël – anzog. Marseille und seine Umgebung waren ihnen allen wohlbekannt. Van Gogh behauptete später, Monticellis Werk fortzusetzen. Dessen markanter Pinselduktus mit dunklen und leuchtenden Farbtupfern findet sich in einigen Werken des gebürtigen Niederländers wieder – bis Van Gogh schließlich seinen eigenen Stil fand.
Obwohl Mireurs vergleichsweise eklektische Sammlung die Neugierde eines gebildeten Kunstliebhabers zeigt, war er, ganz im Sinne der Hygienebewegung seiner Zeit, ein überzeugter Verfechter der Verbesserung der menschlichen Lebensumstände und der Demokratisierung von Kunst. „Mit der Arbeit an seinem Dictionnaire wollte er es jedem ermöglichen, selbst Kunstsammler zu werden, indem er solide Grundlagen bot, um nicht Opfer der Intransparenz des Marktes zu werden“, schrieb der Kunstsoziologe Alain Quemin. Dieser bezeichnet das Werk als „ein echtes wissenschaftliches Projekt“, das die Kunstgeschichte „für rigorose quantitative Methoden geöffnet“ habe.

## Arzt und öffentliche Persönlichkeit
Von Natur aus Wissenschaftler, war Hippolyte Mireur ausgebildeter Arzt und Autor zahlreicher medizinischer Publikationen. 1867 schloss er sein Medizinstudium in Paris ab und ließ sich als praktizierender Arzt in Marseille nieder. In der Hafenstadt herrschten weit verbreitete Armut, beengte Wohnverhältnisse und mangelhafte Hygiene – ideale Bedingungen für die Ausbreitung von Krankheiten. Mireur, spezialisiert auf venerische Krankheiten und Dermatologie, trug maßgeblich zur öffentlichen Gesundheit bei. Er engagierte sich besonders im Kampf gegen Syphilis, beaufsichtigte als städtischer Beamter das Prostituiertenwesen und bot ihnen sowie den Ärmsten kostenlose medizinische Hilfe an.
Für seine herausragende Arbeit während der fünften Cholera-Epidemie in Marseille (1884–85) wurde er mit der Ehrenlegion ausgezeichnet – der höchsten Auszeichnung Frankreichs. Als Beigeordneter Bürgermeister für das Gesundheitswesen von 1887 bis 1892 war er verantwortlich für den Bau des städtischen Abwassersystems – ein entscheidender Schritt zur Verbesserung der Hygiene und Eindämmung ansteckender Krankheiten. Sein Engagement für die öffentliche Gesundheit und wissenschaftliche Forschung zeigte sich auch in seiner frühen Beteiligung an der lokalen medizinischen Gesellschaft. 1889 wurde er Vorsitzender der französischen Nationalen Medizinischen Gesellschaft. Seine zahlreichen Arbeiten über Geschlechtskrankheiten und Demografie brachten ihm Preise und Auszeichnungen ein.
Hippolyte Mireur war zudem ein Pionier im aufkommenden Bereich der Krankenversicherung und arbeitete als Arzt für die Versicherungsgesellschaft The Union. Als Kunstliebhaber interessierte er sich auch für Musik und Literatur. So übersetzte er Tragödien des antiken griechischen Dichters Sophokles in französische Verse, veröffentlichte sie in Paris und ließ sie im antiken römischen Theater von Fréjus an der Mittelmeerküste, nahe seinem Anwesen in der Provence, aufführen.